# Jules Béhier
Jules Louis Félix Béhier, född 26 augusti 1813 i Paris, död 7 maj 1876, var en fransk läkare.
Béhier blev medicine doktor i Paris 1837 med avhandlingen Recherches sur quelques points de pathologie. År 1844 erhöll han sin agrégation och 1849 blev han médecin des hôpitaux. År 1864 utnämndes han till professor på lärostolen för invärtespatologi vid medicinska fakulteten i Paris. Som professor tjänstgjorde han vid Hôpital de la Charité (1864–1867), Hôpital Pitié (1867–1869) och Hôtel-Dieu (1869–1876). År 1866 blev han ledamot av Académie de médecine. Den utbredda användningen av den hypodermiska sprutan i Frankrike tillskrivs honom.